# Pterygota bequaertii
Pterygota bequaertii é uma espécie de angiospérmica da família Sterculiaceae.
Pode ser encontrada nos seguintes países: Camarões, República Democrática do Congo, Costa do Marfim, Gabão, Gana e Nigéria.
Está ameaçada por perda de habitat.